# Chiron (hypotetický měsíc)
Chiron je název údajného měsíce planety Saturn pozorovaného v roce 1861 Hermannem Goldschmidtem. Od té doby už pozorovaný nebyl.
Hermann Goldschmidt oznámil objev devátého měsíce Saturnu v dubnu 1861; uvedl, že obíhá mezi měsíci Titan a Hyperion. Jeho objev nebyl nikdy potvrzen a měsíc nebyl nikdy znovu pozorován. V roce 1898 William Henry Pickering objevil měsíc Phoebe, který se dnes považuje za devátý měsíc. V roce 1905 byl pozorován další měsíc, který dostal název Themis, který obíhal mezi měsíci Titan a Hyperion. Themis, podobně jako Chiron, nebyl již znovu pozorován. 
Objekt, který byl objeven v roce 1977, je dnes klasifikován jako kentaur byl pojmenován 2060 Chiron. 